# Magic Tour (Bruce Springsteen)
Magic Tour – trasa koncertowa Bruce’a Springsteena i E Street Bandu, która miała miejsce w latach 2007–2008 i objęła Amerykę Północną oraz Europę Zachodnią.
28 sierpnia 2007 roku na stronie internetowej Bruce’a Springsteena pojawiła się informacja, iż planuje on trasę koncertową z E Street Bandem, która zbiegnie się z wydaniem jego albumu Magic. Trasa rozpoczęła się 2 października 2007 roku, a zakończyła 30 sierpnia 2008 roku w Milwaukee w stanie Wisconsin. Była to pierwsza trasa Springsteena od czasu Rising Tour, która miała miejsce w latach 2002–2003.
W jednym z wywiadów przeprowadzonych tuż po ogłoszeniu informacji o nowej trasie Springsteen powiedział, że będzie ona powrotem do rockowych korzeni, po tym jak w 2005 i 2006 roku skłaniał się do folku oraz, na przemian, solowych i multiinstrumentalnych wystąpień: „Tak – tym razem będę grał rocka.” Bruce powiedział również, iż część utworów z płyty Magic została napisana specjalnie z myślą o Magic Tour. Uciął on jednocześnie spekulacje, że może to być jego pożegnalna trasa (argumentowane wiekiem artystów oraz tym, iż członek E Street Bandu Max Weinberg rozpoczął grać na perkusji w programie The Tonight Show): „Nie będzie żadnej pożegnalnej trasy... Nigdy tego nie zrobię – dowiecie się tego, kiedy nie będziecie mogli mnie więcej oglądać.” Potwierdzeniem tego były słowa artysty na ostatnim koncercie trasy: „Jeszcze się zobaczymy... dopiero zaczynamy.”
Po zakończeniu pierwszego etapu trasy 19 listopada 2007 roku Danny Federici, muzyk E Street Bandu, musiał zrezygnować z dalszego udziału w występach z powodu czerniaka złośliwego. Został on zastąpiony przez Charlesa Giordano, który grał ze Springsteenem w 2006 roku. Federici powrócił na scenę tylko raz, 20 marca 2008 roku, podczas koncertu w Indianapolis. Muzyk zmarł 17 kwietnia 2008 roku, w odpowiedzi na co kolejne dwa występy Springsteena zostały odwołane.
Magic Tour zajęła drugie miejsce na liście najbardziej dochodowych tras 2008 roku w rankingu Billboardu, zarabiając 204.5 miliony dolarów. Wyższy wynik osiągnął jedynie Bon Jovi z trasą Lost Highway Tour. Według Pollstar Magic Tour była szóstą na liście najbardziej dochodowych tras 2008 roku w Ameryce Północnej, przynosząc 69.3 milionów dolarów dochodu. W sumie, przez ponad dwa lata, Magic Tour zarobiła ponad 235 milionów dolarów. Magic Tour wygrała trzy nagrody Billboard Touring Awards 2008 w kategoriach Top Tour, Top Draw i Top Manager (dla Jona Landau).

## Planowanie trasy
Dwa etapy ogłoszone jako pierwsze kontynuowały praktyki Springsteena, które miały miejsce przy The Rising Tour. Polegały one na szybkim odwiedzaniu kolejnych miast w Ameryce Północnej, po czym to samo powtarzało się w Europie Zachodniej. Dłuższe przerwy między występami a tym samym znaczne wydłużenie całej trasy nastąpiło dopiero w etapach trzecim i czwartym, przedstawionych jako dodatkowe w 2008 roku.
Podobnie jak w przeszłości, przygotowania do Magic Tour trwały kilka tygodni i polegały na zamkniętych próbach w Asbury Park Convention Hall. Jednak tym razem, za pośrednictwem głośników na zewnątrz hali grających zazwyczaj lokalne stacje radiowe, specjalnie dla zebranych przed halą fanów, uruchomiono transmisję dźwiękową, dzięki której zapoznali się oni częściowo z listą utworów oraz ich aranżacjami. 24 i 25 września dwie próby odbyły się w formie koncertów, z których dochód przekazany został na cele charytatywne. 28 września Bruce wraz z E Street Bandem dał koncert w Rockefeller Center w ramach serii organizowanej przez program The Today Show NBC. Wieczorem, tego samego dnia, wystąpili oni na kameralnej próbie z publicznością w Continental Airlines Arena.
Pierwszy, północnoamerykański, etap Magic Tour rozpoczął się w Hartford Civic Center 2 października 2007 roku i zakończył się 19 listopada dwoma koncertami w bostońskim TD Banknorth Garden. Drugi, europejski, etap rozpoczął się 25 listopada w hiszpańskim Palacio de Deportes de la Comunidad de Madrid i zakończył w londyńskiej O2 arenie 19 grudnia. Po tym występie Springsteen z zespołem zrobił sobie dwumiesięczną przerwę świąteczną.

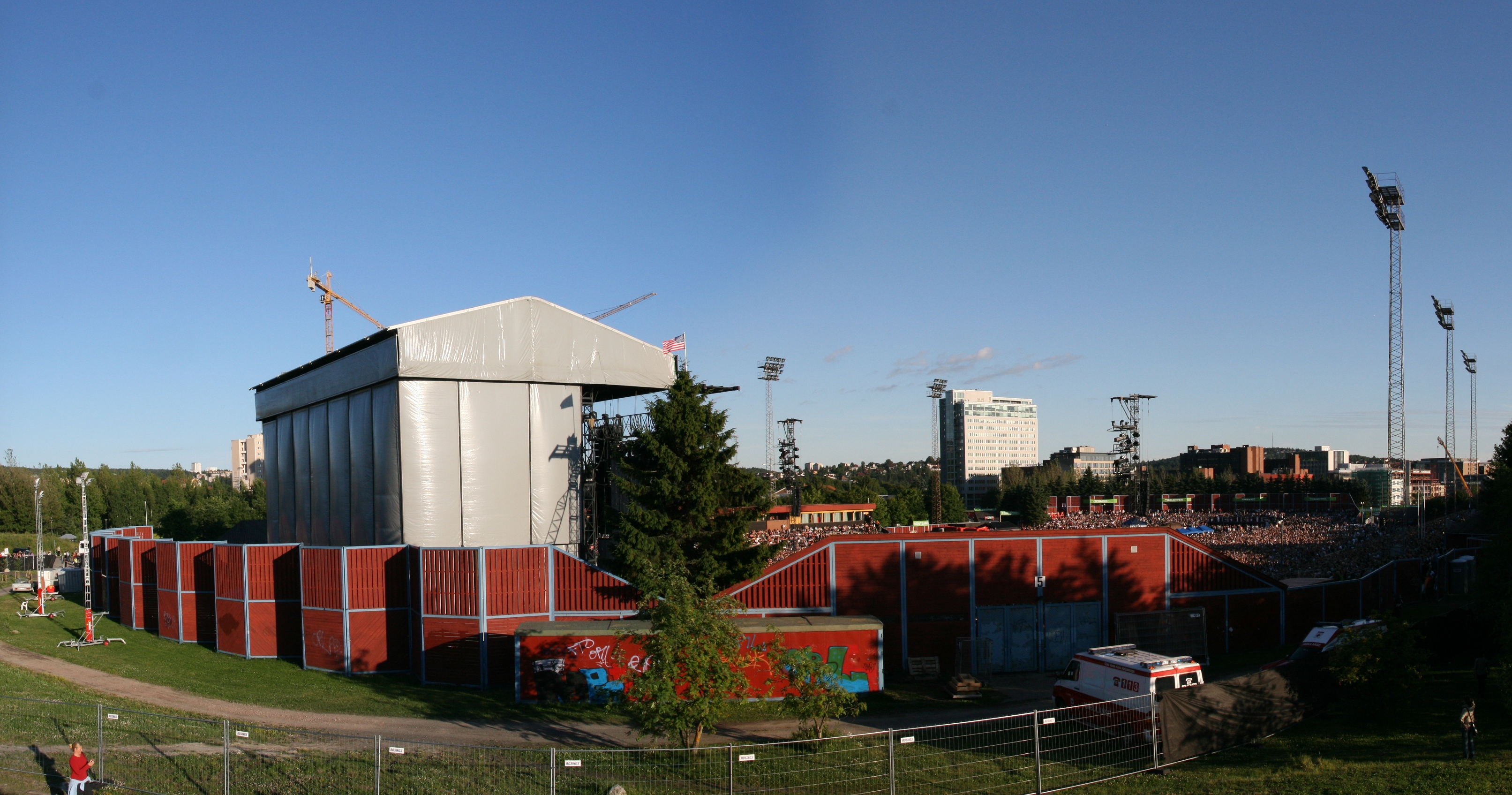
Scena podczas koncertu Springsteena na stadionie Valle Hovin w Oslo, 8 lipca 2008 roku

Trzeci, północnoamerykański, etap ponownie rozpoczął się w Hartford Civic Center 28 lutego 2008 roku, a zakończył w BankAtlantic Center w Fort Lauderdale na Florydzie. Zakończenie etapu uwieńczył pozatrasowy koncert, który odbył się 7 maja w Count Basie Theatre w Red Bank w New Jersey. Ceny biletów były bardzo wysokie, gdyż dochód z ich sprzedaży został przekazany właśnie na Count Basie Theatre, który stanowi obiekt historyczny.
22 maja w RDS Arena w Dublinie rozpoczął się czwarty, europejski, etap Magic Tour. Trwał nieco ponad miesiąc i zakończył się dwoma koncertami na Camp Nou w Barcelonie. Springsteen podczas tego etapu grał wyłącznie na stadionach oraz w dużych arenach pod gołym niebem.
Piąty i ostatni etap trasy obejmował Amerykę Północną, a rozpoczął się koncertem na Giants Stadium w New Jersey. Magic Tour zakończyła się oficjalnie koncertem podczas obchodów 105. rocznicy powstania Harleya-Davidsona, 30 sierpnia 2008 roku w Milwaukee.
Fani Springsteena mieli jednak nadzieję na inny koncert artysty poza świętem Harleya. Po ich długim oczekiwaniu ogłoszono informację, że Bruce wraz z E Street Bandem wystąpi podczas Super Bowl XLIII, co wzmocniło spekulacje na temat jego nowego albumu (Working on a Dream ukazał się w 2009 roku) oraz kolejnej trasy.

## Show

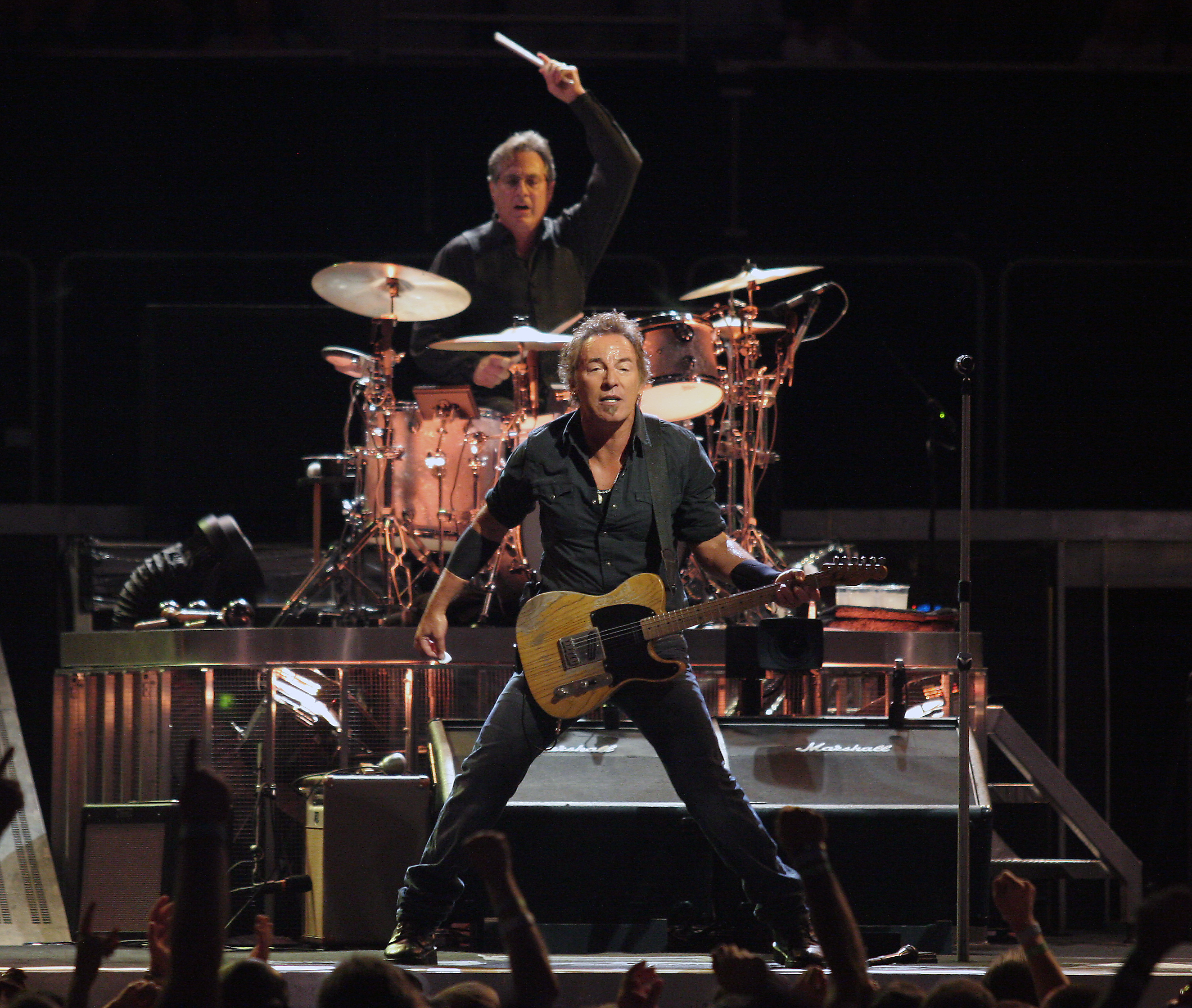
Max Weinberg obserwujący Springsteena przez cały koncert. Jacksonville Veterans Memorial Arena, Jacksonville, Floryda, 15 sierpnia 2008 roku

Kiedy trasa rozpoczęła się w Hartford Civic Center, pewne elementy były bezpośrednio widoczne. Występ był krótszy niż w latach poprzednich, rozpoczynając się ok. 20:30 i kończąc ok. 22:45. Jednocześnie podczas koncertu zagrano więcej utworów, co było spowodowane również tym, że Bruce nie wygłaszał długich monologów, a muzycy nie grali długich wstępów.
Soozie Tyrell, który oficjalnie nie jest członkiem E Street Bandu, podczas każdego koncertu Magic Tour pojawiał się na scenie, grając na gitarze akustycznej i skrzypcach, a także stanowiąc poboczny wokal. Na pierwszej linii sceny odznaczał się jednak wiek artystów, bowiem po stronie Clarence’a Clemonsa ustawione było krzesło, na którym siedział, gdy nie grał swoich partii na perkusji i saksofonie. Potrzebował on również małej pomocy we wchodzeniu, a także schodzeniu ze sceny. Poza tym Springsteenowi, Stevenowi Van Zandtowi oraz Patti Scialfie, żonie Bruce’a i członkini zespołu, na scenie towarzyszyły promptery. Perkusista Max Weinberg także miał ustawiony przed sobą mały prompter, który ukazywał tekst piosenek, co było o tyle nadzwyczajne, iż Weinberg nie śpiewał żadnego utworu.
Lista wykonywanych utworów podczas koncertów opierała się głównie na płycie Magic, a także w sporej części na The Rising. Pojawiały się również piosenki z lat 70., m.in. z albumów Born to Run i Darkness on the Edge of Town. Występy rozpoczynały się zazwyczaj od krótkiego fragmentu „The Daring Young Man on the Flying Trapeze”, podczas którego zespół wchodził na scenę, a w ciemności słychać było głos Springsteena: „Is there anybody alive out there!?”. Pierwszym granym utworem był „Radio Nowhere”, który jednocześnie stanowił pierwszy singel z Magic. Po tym wykonywanych było kilka starszych utworów, np. „The Ties That Bind” lub „No Surrender”, aby nawiązać kontakt z publicznością, a następnie „Lonesome Day” z The Rising. Następna część koncertu składała się z utworów z Magic o politycznym podłożu. Tytułowy „Magic” Bruce poprzedzał wstępem, by wyjaśnić znaczenie tekstu: „Ta piosenka jest o życiu w czasach, kiedy prawda zmienia się w kłamstwa, a kłamstwa w prawdę. Nie jest więc ona o magii. Mówi o podstępach.” Kolejnym utworem był „Reason to Believe” z Nebraski, który z wolnego akustycznego utworu zmienił się w bluesowo-rockową wersję z przewodzącą harmonijką i z porywającym publiczność do ruchu Springsteenem, biegającym po scenie. Podczas nieco rapowej wstawki do „Livin' in the Future” Springsteen narzekał na administrację rządu George’a W. Busha, w tym na kontrowersje dotyczące głosowania w wyborach prezydenckich w 2004 roku, brak Habeas Corpus Act, reakcję rządu na huragan Katrina oraz kontynuację wojny w Iraku. Wykonywany później „The Promised Land” miał poprawić nastrój po „Livin' in the Future”.
Inne polityczno-społeczne piosenki wykonywane były na koniec głównej części koncertu, a wśród nich „Devil’s Arcade” przechodząca kolejno w „The Rising”, „Last to Die”, „Long Walk Home” i „Badlands”. W wywiadzie Springsteen powiedział, że przejście z „The Rising” w „Last to Die” symbolizuje kurs amerykańskiego społeczeństwa od zamachów terrorystycznych z 11 września do wojny w Iraku. Bisy rozpoczynały się od „Girls in Their Summer Clothes”. Następnie Springsteen wykonywał „Born to Run” i „Dancing in the Dark”, a koncert kończył „American Land”, jedyny utwór z Sessions Band Tour, podczas którego Clemons grał na tin whistle'u, Federici i Bittan na akordeonach, a Tyrell oraz pozostali dołączali do nich na scenie, tańcząc gigue. W trakcie grania piosenki na ogromnych ekranach ponad sceną pojawiał się jej tekst oraz szybkie ujęcia zespołu i napis E! Street! Band! w postaci bajkowej grafiki w stylu Batmana lat 60.
Europejski etap Magic Tour składał się z w całości wyprzedanych koncertów, które trwały ok. dwie i pół godziny i zawierały długie setlisty. Trzeci, północnoamerykański, etap zawierał zmiany w liście wykonywanych utworów. „Night” lub inne piosenki zazwyczaj zajmowały miejsce „Radio Nowhere” jako otwierające koncerty. Często Springsteen wykonywał piosenki w wyniku sugestii publiczności. Zwyczaj ten kontynuowany były również podczas trasy Working on a Dream Tour. Krzesło Clemonsa zostało w ramach żartu przeobrażone w tron z tamburynem obok, na którym mógł grać odpoczywając jednocześnie. Jego udział w występach nie został jednak zmniejszony, a najdłuższe i najsłynniejsze solo saksofonowe w „Jungleland” zaczęło się pojawiać częściej podczas bisów. Z kolei na „Long Walk Home” zaczęto kłaść dużo większy nacisk, gdy Nils Lofgren i Steve Van Zandt dodali do niego własne partie wokalne.
Po wznowieniu Magic Tour po śmierci Federiciego obowiązująca dotychczas struktura koncertów zaczęła ulegać zmianom. W trakcie siedmiu pierwszych występów, jeszcze przed ich rozpoczęciem, wyświetlany był krótki film upamiętniający muzyka z piosenką „Blood Brothers” w tle, która kilka razy kończyła koncerty. Springsteen śpiewał wiele starszych utworów, takich jak m.in. „Growin' Up”, a także te, które pozostawały niewykonywane przez 20 lat, w tym „Wild Billy’s Circus Story”. Zmniejszono liczbę piosenek z Magic, a koncerty stały się bardzo różnorodne pod względem granych utworów. Jedynymi stałymi fragmentami były „Livin' in the Future” i „She’s the One”. „The Promised Land”, który był standardem w połowie setlisty, był z każdym występem przenoszony do innej części. Długość bisów była różna, a ich stałymi elementami pozostały jedynie „Born to Run” oraz „American Land”. Zespół przyznał, iż granie koncertów pomogło im uporać się z emocjami po stracie Federiciego.
Koncerty pod gołym niebem w trakcie europejskiego, czwartego, etapu Magic Tour stały się dłuższe, np. na Stadionie Olimpijskim w Helsinkach w Finlandii Bruce występował ponad trzy godziny, wykonując nie mniej niż 31 piosenek (był to najdłuższy koncert artysty od 1993 roku i trasy „Other Band” Tour). Po występie w Helsinkach, Springsteen i E Street Band zagrali ponad 117 utworów podczas 87 koncertów. W Europie setlista wzbogacona była o takie ścieżki jak „I’m on Fire”, „Held Up Without a Gun”, „For You”, „Drive All Night”, „Rendezvous”, „Summertime Blues”, „Cover Me” oraz „None But the Brave”. Publiczność zgromadzona w pierwszych rzędach sugerowała muzykom, jakie utwory chcą teraz usłyszeć, co gwarantowało nieprzewidywalność w listach wykonywanych piosenek. Zespół kierował się tym po raz pierwszy w swojej historii. Na oficjalnej stronie internetowej Springsteena pojawił się komentarz: „Wszyscy z nas czerpali radość ze znaków oraz napisów z prośbami o utwory”, a także informacja, że artyści będą się w pewnej skali tym kierować również podczas finałowego etapu Magic Tour w Ameryce Północnej. W pewnych przypadkach zespół wykonywał utwory bez wcześniejszych prób oraz w spontanicznych aranżacjach. Clemons, Lofgren i Weinberg, członkowie E Street Bandu, przyznali podobnie jak Bruce, że podobała im się nieprzewidywalność koncertów. Jednocześnie liczba piosenek z Magic zmniejszała się czasami z ośmiu do czterech. Nils Lofgren w wywiadzie po zakończeniu etapu europejskiego powiedział: „Myślę, że zespół, muzycznie, jest w najlepszej formie, w jakiej kiedykolwiek byliśmy. Cały show stał się teraz jedną długą improwizacją; czasami [Springsteen] zmienia pierwszą piosenkę w drodze na scenę i zazwyczaj o drugą pyta publiczność, więc setlista jest bezużyteczna. To radość być częścią czegoś... gdzie lider zespołu może tak bardzo improwizować bez żadnych konsekwencji i mieć zespół, który sprawi, że to będzie działać. Więc, to wszystko jest historycznym wydarzeniem z mojej perspektywy.”
Piąty i finałowy etap Magic Tour rozpoczął się trzema koncertami na Giants Stadium, podczas których kontynuowano praktyki dłuższych występów oraz grania części piosenek na prośbę fanów. Springsteen wykonywał utwory, które nie były grane od dłuższego czasu, w tym m.in. „Crush on You” graną ostatni raz podczas The River Tour w 1980 roku. Artysta wytłumaczył później dlaczego, mówiąc: „Mocno wierzymy, że to najgorsza piosenka jaką kiedykolwiek wydaliśmy.” Długość występów oraz ich duża energia sprawiły, że Lofgren przyznał, iż zastanawiał się czasem „czy publiczność była w stanie wytrzymać dodatkowe utwory podczas bisów.” Od czasu koncertu na Gillette Stadium w setlistach pojawiły się stare utwory z lat 60., których Springsteen słuchał dorastając i te, które grał z zespołem dekady temu. W przypadku niektórych występów było ich nawet pięć, a wśród nich „Pretty Flamingo”, „Little Latin Lupe Lu”, „Double Shot (Of My Baby’s Love)”, „Gloria”, „I Fought the Law”, „Then She Kissed Me”, „Mountain of Love” oraz „It's All Over Now”. Ostatni występ Magic Tour na Harleyfest składał się z kilku podobnych tematycznie piosenek, w tym „Wooly Bully” i „Racing in the Street”, a finałowy utwór trasy stanowił „Born to be Wild”.

## Odbiór i oceny krytyków

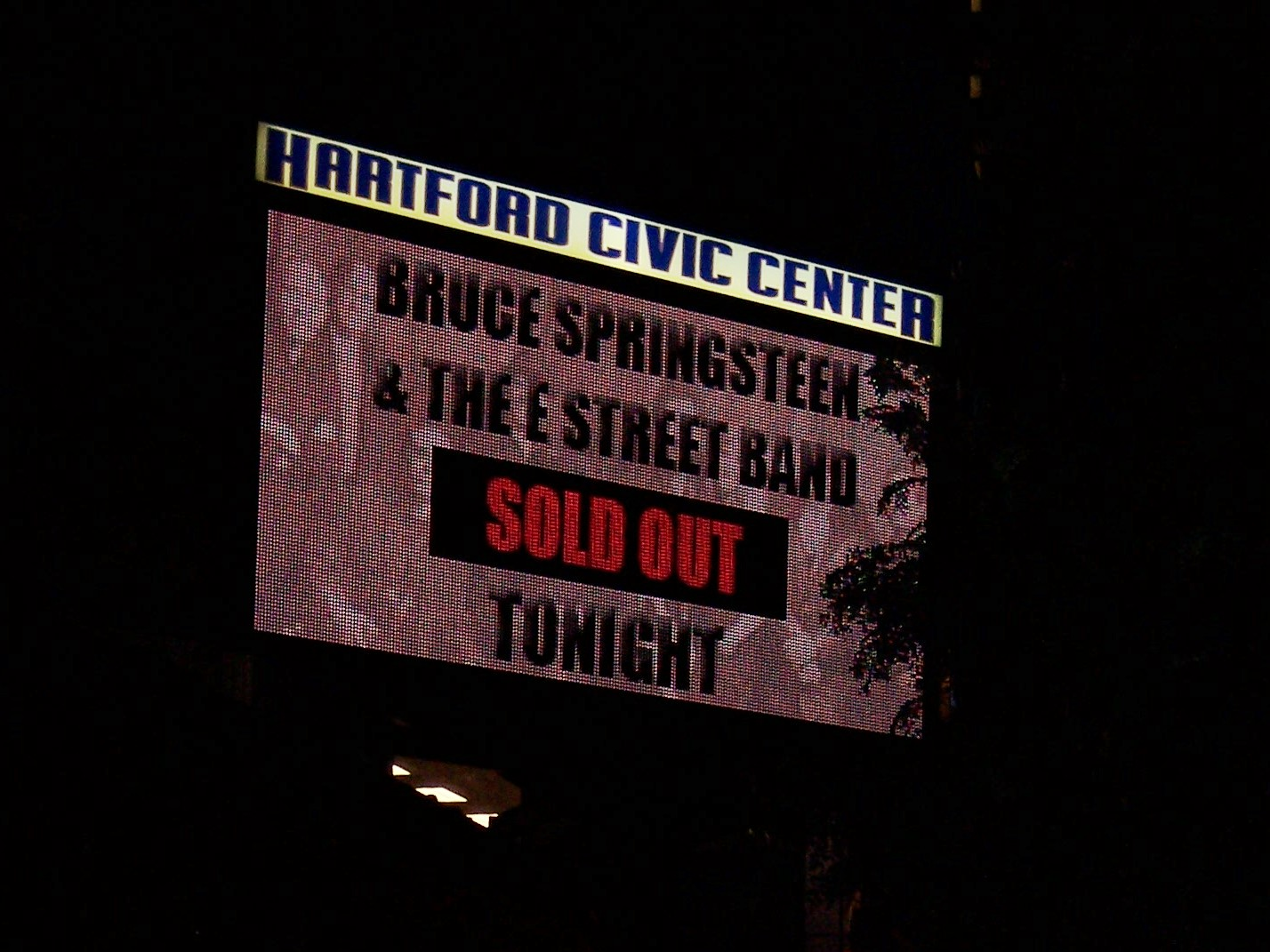
Ekran przed Hartford Civic Center informujący o koncercie Springsteena. Hartford, Connecticut, 2 października 2007 roku

Oceny Magic Tour były w większości pozytywne. New Haven Register określiła zespół jako „świetny w trakcie porywającego występu” podczas pierwszego koncertu i wyróżniła Weinberga, Van Zandta i Clemonsa jako główne gwiazdy występu poza Springsteenem. Ocena Jona Parelesa w The New York Timesie z koncertu w Madison Square Garden chwaliła artystę oraz E Street Band za żywiołowość, mówiąc: „On [Springsteen] jest tak prawdziwy, jak żadna inna osoba publiczna.” Recenzja Syracuse New Timesa podsumowywała występ w Albany w stanie Nowy Jork i opisała go: „Mistrzowska prezentacja nowego albumu Springsteena Magic i kilka momentów jego politycznego rozczulania się, a wszystko zapakowane w radosne rock’n’rollowe przebudzenie przepełnione jego najsławniejszymi hitami, przenoszącymi do lat 70.”
Sprzedaż biletów w Ameryce Północnej w pierwszym etapie trasy była generalnie silna. Główne sklepy na północnym wschodzie wyprzedały wszystkie bilety w niecałe dziesięć minut. Był to jednak początek sprzedaży, bowiem bilety znalazły się później na rynku wtórnym – możliwe do kupienia online przez eBay oraz na internetowych forach, a także w dniu koncertów, o cenie znacznie wyższej niż nominalna. Pierwszy etap przyniósł 38.2 milionów dolarów zysku ze sprzedaży biletów, co wystarczyło, aby tylko po kilkunastu występach Magic Tour znalazła się na 14. miejscu najbardziej dochodowych tras koncertowych po Ameryce Północnej w 2007 roku. Podczas występów w Stanach Zjednoczonych na koncertach Springsteena znalazło się znacznie więcej młodszej widowni niż w latach poprzednich. Podobnie było w Europie, gdzie młodzież uzupełniała bazę jego fanów.
Londyński koncert Bruce’a, na który bilety ukazały się 30 sierpnia, również został w całości wyprzedany w około dziesięć minut. Z kolei bilety na występ w Belfast rozeszły się w osiem minut, ustanawiając rekord The Odyssey. Większość wejściówek została wykupiona przez duże firmy, które według Belfast Telegraph sprzedawały je następnie na eBayu lub innych stronach za setki funtów. Według tej samej gazety wywołało to frustrację wśród tysięcy fanów zgromadzonych przed budynkiem, a także chcących kupić bilety przez Internet lub telefonicznie. Podobnie szybko wyprzedane zostały wejściówki na belgijski koncert Springsteena.
Rochester Democrat and Chronicle pochwaliła koncerty trzeciego etapu Magic Tour za koncentrację na nowszym materiale i wsparcie kampanii prezydenckiej Baracka Obamy. W wywiadzie dla USA Today Springsteen wyznał, iż podziwia zarówno Obamę, jak i jego rywalkę w drodze o kandydaturę z ramienia Demokratów Hillary Clinton, chociaż skłania się bardziej ku temu pierwszemu: „Zawsze patrzę na moją pracę jako próbę określenia dystansu między amerykańską rzeczywistością a obietnicami. I myślę, że Obama zainspirował mnóstwo ludzi z tym pomysłem: w jaki sposób czynisz ten dystans krótszym? Jak tworzymy bardziej ludzkie społeczeństwo? Żyliśmy w tak okropnych czasach, że ludzie znów chcą mieć coś wspólnego z ideą Ameryki, i myślę, że tego potrzebują.”
Komercyjnie, trzeci etap nie był jednak aż tak popularny jak pozostałe, a większość koncertów nie była w pełni wyprzedana. W trakcie pierwszej połowy 2008 roku tylko trzeci etap Magic Tour, bez wliczania wcześniejszych oraz późniejszych, sprawił, że trasa stała się drugą najbardziej dochodową trasą koncertową po Ameryce Północnej, zarabiając 40.8 milionów dolarów, przegrywając z Lost Highway Tour Bon Jovi.
Czwarty etap, podczas którego Springsteen występował w obiektach pod gołym niebem odniósł bardzo duży sukces komercyjny, gdyż bilety w zaledwie kilku przypadkach nie rozeszły się w pełni. W rankingu Boxscore Top Ten Concert Grosses, ukazującego najbardziej dochodowe pojedyncze występy, magazynu muzycznego Billboard pierwszych dziewięć pozycji przypadło koncertom Magic Tour; najbardziej dochodowe okazały się dwa koncerty na stadionie Camp Nou w Barcelonie, gdzie 143.804 wyprzedanych biletów przyniosło zysk w wysokości ponad 14 milionów dolarów.
Magic Tour zajęła drugie miejsce na liście najbardziej dochodowych tras 2008 roku w rankingu Billboardu, zarabiając 204.5 miliony dolarów. Wyższy wynik osiągnął jedynie Bon Jovi z trasą Lost Highway Tour. Według Pollstar Magic Tour była szóstą na liście najbardziej dochodowych tras 2008 roku w Ameryce Północnej, przynosząc 69.3 milionów dolarów. W sumie, przez ponad dwa lata, Magic Tour przyniosła ponad 235 milionów dolarów dochodu. Magic Tour wygrała trzy nagrody Billboard Touring Awards 2008 w kategoriach Top Tour, Top Draw i Top Manager (dla Jona Landau).

## Członkowie zespołu
- Bruce Springsteen – główny wokal, gitara prowadząca, gitara rytmiczna, gitara akustyczna, harmonijka, okazjonalnie fortepian
- Roy Bittan – fortepian, syntezator, akordeon
- Clarence Clemons – saksofon tenorowy, saksofon barytonowy, instrumenty perkusyjne, tin whistle, wokal poboczny
- Danny Federici – organy, dzwonki, akordeon
- Charles Giordano – organy, akordeon, fortepian, okazjonalni wokal poboczny
- Nils Lofgren – gitara rytmiczna, elektryczna gitara hawajska, gitara akustyczna, gitara prowadząca, wokal poboczny
- Patti Scialfa – wokal poboczny, niekiedy duety wokalne, gitara akustyczna
- Garry Tallent – gitara basowa, okazjonalnie wokal poboczny
- Soozie Tyrell – skrzypce, gitara akustyczna, poboczny wokal, podczas nieobecności Scialfy duety
- Steven Van Zandt – gitara rytmiczna, gitara prowadząca, mandolina, poboczny wokal
- Max Weinberg – perkusja

Patti Scialfa, żona Springsteena, była nieobecna na części koncertów pierwszego, a także na wszystkich drugiego etapu Magic Tour, co tłumaczyła obowiązkami rodzinnymi. Z kolei podczas trzeciego etapu wystąpiła zaledwie raz, co podczas każdej nieobecności Bruce tłumaczył w dowcipny sposób. Wszystkie nieobecności były spowodowane dziećmi pary; Scialfa chciała spędzić z nimi jak najwięcej czasu, bo był to ostatni rok, który cała trójka miała spędzić razem nim wyjadą kontynuować naukę. Mimo zapowiedzi, iż dołączy ona do zespołu w trakcie trzeciego etapu, wystąpiła tylko raz – podczas koncertów w Hiszpanii. W ramach piątego etapu, Scialfa pojawiła się podczas czterech pierwszych występów, po czym była nieobecna już do końca trasy.

## Nagrywanie i transmisja
Trzy piosenki (o jedną więcej niż planowano) rozpoczynające koncert 10 października 2007 roku w Izod Center zostały wyemitowane na żywo na antenie VH1 Classic. Przez większość czasu trwania Magic Tour zapisy wideo wykonania jednego utworu z danego koncertu, zazwyczaj skracane do 1-2 minut, były umieszczane na stronie internetowej Springsteena.
4 lipca 2008 roku na kanale E Street Radio Sirius Satellite Radio wyemitowana została część piosenek z odbywającego się tego samego dnia koncertu w Ullevi w szwedzkim Göteborg.
15 lipca 2008 roku wydane zostało koncertowe EP Magic Tour Highlights zawierające gościnne występy, które miały miejsce podczas trzeciego etapu trasy, w tym m.in. jedyny powrót na scenę Federiciego.

## Daty i miejsca koncertów

### Pierwszy etap: Ameryka Północna 2007
| Ameryka Północna                |                     |                   |                                                          |                  |                    |                             |                             |
| Data                            | Miasto              | Kraj              | Obiekt                                                   | Publiczność      | Publiczność        | Publiczność                 | Dochód ze sprzedaży biletów |
| Data                            | Miasto              | Kraj              | Obiekt                                                   | Bilety sprzedane | Bilety w sprzedaży | Procent biletów sprzedanych | Dochód ze sprzedaży biletów |
| 24 września 25 września         | Asbury Park, NJ     | Stany Zjednoczone | Convention Hall (otwarta próba)                          | –                | –                  | –                           | –                           |
| 28 września                     | Nowy Jork, NY       | Stany Zjednoczone | Rockefeller Center / Today Show (występ promujący trasę) | –                | –                  | –                           | –                           |
| 28 września                     | East Rutherford, NJ | Stany Zjednoczone | Continental Airlines Arena (otwarta próba)               | –                | –                  | –                           | –                           |
| 2 października                  | Hartford, CT        | Stany Zjednoczone | Hartford Civic Center (otwarcie trasy)                   | 15 290           | 15 290             | 100 %                       | 1 401 205 $                 |
| 5 października 6 października   | Filadelfia, PA      | Stany Zjednoczone | Wachovia Center                                          | 38 229           | 38 229             | 100 %                       | 3 616 172 $                 |
| 9 października 10 października  | East Rutherford, NJ | Stany Zjednoczone | Izod Center                                              | 38 976           | 38 976             | 100 %                       | 3 604 315 $                 |
| 14 października                 | Ottawa, ON          | Kanada            | Scotiabank Place                                         | 13 616           | 13 616             | 100 %                       | 1 568 391 $                 |
| 15 października                 | Toronto, ON         | Kanada            | Air Canada Centre                                        | 18 677           | 18 677             | 100 %                       | 2 113 450 $                 |
| 17 października 18 października | Nowy Jork, NY       | Stany Zjednoczone | Madison Square Garden                                    | 37 735           | 37 735             | 100 %                       | 3 435 254 $                 |
| 21 października 22 października | Chicago, IL         | Stany Zjednoczone | United Center                                            | 35 697           | 35 697             | 100 %                       | 3 300 087 $                 |
| 25 października 26 października | Oakland, CA         | Stany Zjednoczone | Oracle Arena                                             | 30 818           | 34 859             | 88,4 %                      | 2 581 456 $                 |
| 29 października 30 października | Los Angeles, CA     | Stany Zjednoczone | Los Angeles Memorial Sports Arena                        | 33 122           | 34 080             | 97,2 %                      | 2 949 650 $                 |
| 2 listopada                     | Saint Paul, MN      | Stany Zjednoczone | Xcel Energy Center                                       | 18 970           | 18 970             | 100 %                       | 1 754 825 $                 |
| 4 listopada                     | Cleveland, OH       | Stany Zjednoczone | Quicken Loans Arena                                      | 19 223           | 19 299             | 99,61 %                     | 1 644 179 $                 |
| 5 listopada                     | Detroit, MI         | Stany Zjednoczone | The Palace of Auburn Hills                               | 14 559           | 19 555             | 74,45 %                     | 1 231 928 $                 |
| 11 listopada 12 listopada       | Waszyngton          | Stany Zjednoczone | Verizon Center                                           | 35 808           | 36 256             | 98,8%                       | 3 210 760 $                 |
| 14 listopada                    | Pittsburgh, PA      | Stany Zjednoczone | Mellon Arena                                             | 16 595           | 16 883             | 98,3%                       | 1 372 652 $                 |
| 15 listopada                    | Albany, NY          | Stany Zjednoczone | Times Union Center                                       | 15 248           | 15 654             | 97,4%                       | 1 362 460 $                 |
| 18 listopada 19 listopada       | Boston, MA          | Stany Zjednoczone | TD Banknorth Garden                                      | 33 289           | 33 379             | 99,7%                       | 3 072 570 $                 |

### Drugi etap: Europa 2007
| Europa       |           |                 |                                  |                  |                    |                             |                             |
| Data         | Miasto    | Kraj            | Obiekt                           | Publiczność      | Publiczność        | Publiczność                 | Dochód ze sprzedaży biletów |
| Data         | Miasto    | Kraj            | Obiekt                           | Bilety sprzedane | Bilety w sprzedaży | Procent sprzedanych biletów | Dochód ze sprzedaży biletów |
| 25 listopada | Madryt    | Hiszpania       | Palacio de Deportes              |                  |                    |                             |                             |
| 26 listopada | Bilbao    | Hiszpania       | Bizkaia Arena                    |                  |                    | 100 %                       |                             |
| 28 listopada | Mediolan  | Włochy          | Mediolanum Forum                 | 12 500           | 12 500             | 100%                        |                             |
| 1 grudnia 1  | Arnhem    | Holandia        | Gelredome                        | 33 000           | 33 000             | 100%                        |                             |
| 2 grudnia    | Mannheim  | Niemcy          | SAP Arena                        |                  |                    |                             |                             |
| 4 grudnia    | Oslo      | Norwegia        | Oslo Spektrum                    | 12 000           | 12 000             | 100 %                       |                             |
| 8 grudnia    | Kopenhaga | Dania           | Forum Copenhagen                 | 10 000           | 10 000             | 100 %                       |                             |
| 10 grudnia   | Sztokholm | Szwecja         | Ericsson Globe                   | 15 895           | 15 895             | 100 %                       |                             |
| 12 grudnia   | Antwerpia | Belgia          | Sportpaleis Antwerp              | 17 600           | 17 600             | 100%                        |                             |
| 13 grudnia   | Kolonia   | Niemcy          | Lanxess Arena                    | 18 000           | 18 000             | 100 %                       |                             |
| 15 grudnia   | Belfast   | Wielka Brytania | The Odyssey                      |                  |                    | 100 %                       |                             |
| 17 grudnia   | Paryż     | Francja         | Palais Omnisports de Paris-Bercy | 16 000           | 16 000             | 100 %                       |                             |
| 19 grudnia   | Londyn    | Wielka Brytania | The O2                           | 22 000           | 22 000             | 100 %                       |                             |

1Koncert przesunięty z 30 listopada.

### Trzeci etap: Ameryka Północna 2008
| Ameryka Północna |                     |                   |                                   |                  |                    |                             |                             |
| Data             | Miasto              | Kraj              | Obiekt                            | Publiczność      | Publiczność        | Publiczność                 | Dochód ze sprzedaży biletów |
| Data             | Miasto              | Kraj              | Obiekt                            | Bilety sprzedane | Bilety w sprzedaży | Procent sprzedanych biletów | Dochód ze sprzedaży biletów |
| 28 lutego        | Hartford, CT        | Stany Zjednoczone | Hartford Civic Center             | 15 409           | 15 409             | 100%                        | 1 415 280 $                 |
| 2 marca          | Montreal, QC        | Kanada            | Bell Centre                       | 13 544           | 15 238             | 88,9%                       | 1 516 718 $                 |
| 3 marca          | Hamilton, ON        | Kanada            | Copps Coliseum                    | 18 229           | 18 229             | 100%                        | 1 985 770 $                 |
| 6 marca          | Rochester, NY       | Stany Zjednoczone | Blue Cross Arena                  | 11 500           | 12 428             |                             |                             |
| 7 marca          | Buffalo, NY         | Stany Zjednoczone | HSBC Arena                        | 15 364           | 18 875             | 81%                         | 1 364 855 $                 |
| 10 marca         | Uniondale, NY       | Stany Zjednoczone | Nassau Veterans Memorial Coliseum | 16 518           | 17 561             | 94%                         | 1 488 769 $                 |
| 14 marca         | Omaha, NE           | Stany Zjednoczone | Qwest Center Omaha                | 17 208           | 17 208             | 100%                        | 1 608 720 $                 |
| 16 marca         | Saint Paul, MN      | Stany Zjednoczone | Xcel Energy Center                | 17 002           | 17 002             | 100%                        | 1 583 879 $                 |
| 17 marca         | Milwaukee, WI       | Stany Zjednoczone | Bradley Center                    | 16 104           | 16 104             | 100%                        | 1 467 960 $                 |
| 20 marca         | Indianapolis, IN    | Stany Zjednoczone | Conseco Fieldhouse                |                  |                    |                             |                             |
| 22 marca         | Cincinnati, OH      | Stany Zjednoczone | U.S. Bank Arena                   | 13 032           | 15 754             | 83%                         | 1 090 969 $                 |
| 24 marca         | Columbus, OH        | Stany Zjednoczone | Jerome Schottenstein Center       | 11 598           | 17 637             | 66%                         | 977 571 $                   |
| 28 marca         | Portland, OR        | Stany Zjednoczone | Rose Garden Arena                 | 13 798           | 15 999             | 86,2%                       | 1 208 955 $                 |
| 29 marca         | Seattle, WA         | Stany Zjednoczone | KeyArena                          | 15 095           | 15 160             | 99,6%                       | 1 357 190 $                 |
| 31 marca         | Vancouver, BC       | Kanada            | General Motors Place              | 20 000           | 19 000             | 98%                         |                             |
| 4 kwietnia       | Sacramento, CA      | Stany Zjednoczone | ARCO Arena                        | 12 919           | 15 323             | 84,3%                       | 1 158 625 $                 |
| 5 kwietnia       | San Jose, CA        | Stany Zjednoczone | HP Pavilion                       | 14 484           | 16 002             | 90,5%                       | 1 313 960 $                 |
| 7 kwietnia       | Anaheim, CA         | Stany Zjednoczone | Honda Center                      |                  |                    |                             |                             |
| 8 kwietnia       | Anaheim, CA         | Stany Zjednoczone | Honda Center                      | 13 513           | 17 551             | 77%                         | 1 131 430 $                 |
| 13 kwietnia      | Dallas, TX          | Stany Zjednoczone | American Airlines Center          | 16 006           | 16 006             | 100%                        | 1 424 650 $                 |
| 14 kwietnia      | Houston, TX         | Stany Zjednoczone | Toyota Center                     | 15 692           | 16 585             | 94,6%                       | 1 363 295 $                 |
| 22 kwietnia      | Tampa, FL           | Stany Zjednoczone | St. Pete Times Forum              |                  |                    |                             |                             |
| 23 kwietnia      | Orlando, FL         | Stany Zjednoczone | Amway Arena                       |                  |                    |                             |                             |
| 25 kwietnia      | Atlanta, GA         | Stany Zjednoczone | Philips Arena                     | 17 630           | 17 630             | 100%                        | 1 666 489 $                 |
| 27 kwietnia      | Charlotte, NC       | Stany Zjednoczone | Time Warner Cable Arena           | 16 802           | 16 802             | 100%                        | 1 556 444 $                 |
| 28 kwietnia      | Greensboro, NC      | Stany Zjednoczone | Greensboro Coliseum               |                  |                    |                             |                             |
| 30 kwietnia      | Charlottesville, VA | Stany Zjednoczone | John Paul Jones Arena             | 13 893           | 13 893             | 100%                        | 1 274 345 $                 |
| 2 maja           | Fort Lauderdale, FL | Stany Zjednoczone | BankAtlantic Center               |                  |                    |                             |                             |

### Czwarty etap: Europa 2008 pod gołym niebem
| Europa     |               |                 |                     |                  |                    |                             |                             |  |
| Data       | Miasto        | Kraj            | Obiekt              | Publiczność      | Publiczność        | Publiczność                 | Dochód ze sprzedaży biletów |  |
| Data       | Miasto        | Kraj            | Obiekt              | Bilety sprzedane | Bilety w sprzedaży | Procent sprzedanych biletów | Dochód ze sprzedaży biletów |  |
| 22 maja    | Dublin        | Irlandia        | RDS Arena           | 38 000           | 38 000             | 100%                        | ~4 784 575 $                |  |
| 23 maja    | Dublin        | Irlandia        | RDS Arena           | 38 000           | 38 000             | 100%                        | ~4 784 575 $                |  |
| 25 maja    | Dublin        | Irlandia        | RDS Arena           | 38 000           | 38 000             | 100%                        | ~4 784 575 $                |  |
| 28 maja    | Manchester    | Wielka Brytania | Old Trafford        | 41 074           |                    |                             |                             |  |
| 30 maja    | Londyn        | Wielka Brytania | Emirates Stadium    | 45 856           | 45 856             | 100%                        | ~4 866 889 $                |  |
| 31 maja    | Londyn        | Wielka Brytania | Emirates Stadium    | 45 856           | 45 856             | 100%                        | 4 866 889 $                 |  |
| 14 czerwca | Cardiff       | Wielka Brytania | Millennium Stadium  | 48 549           | 63 000             | 77%                         | 4 866 576 $                 |  |
| 16 czerwca | Düsseldorf    | Niemcy          | Esprit Arena        | 33 196           | 45 000             | 74%                         | 3 282 790 $                 |  |
| 18 czerwca | Amsterdam     | Holandia        | Amsterdam ArenA     | 36 257           | 36 529             | 99,2%                       | 4 360 497 $                 |  |
| 21 czerwca | Hamburg       | Niemcy          | HSH Nordbank Arena  | 41 697           | 41 697             | 100%                        | 4 168 176 €                 |  |
| 23 czerwca | Antwerpia     | Belgia          | Sportpaleis Antwerp | 17 632           | 17 686             | 99,7%                       | 1 926 010 $                 |  |
| 25 czerwca | Mediolan      | Włochy          | San Siro            | 60 000           | 60 000             | 100%                        | 4 225 418 $                 |  |
| 27 czerwca | Paryż         | Francja         | Parc des Princes    | 40 661           | 45 067             | 90,2%                       | 4 141 306 $                 |  |
| 29 czerwca | Kopenhaga     | Dania           | Parken              | 45 929           | 45 929             | 100%                        | 5 298 725 $                 |  |
| 4 lipca    | Göteborg      | Szwecja         | Ullevi              | 57 860           | 57 860             | 100%                        | ~5 633 058 $                |  |
| 5 lipca    | Göteborg      | Szwecja         | Ullevi              | 57 860           | 57 860             | 100%                        | ~5 633 058 $                |  |
| 7 lipca    | Oslo          | Norwegia        | Valle Hovin         | 39 992           | 39 992             | 100%                        | ~4 610 136 $                |  |
| 8 lipca    | Oslo          | Norwegia        | Valle Hovin         | 39 992           | 39 992             | 100%                        | ~4 610 136 $                |  |
| 11 lipca   | Helsinki      | Finlandia       | Olympiastadion      | 42 552           | 42 552             | 100%                        | 4 757 806 $                 |  |
| 15 lipca   | San Sebastián | Hiszpania       | Anoeta              | 44 384           | 44 384             | 100%                        | 4 706 802 $                 |  |
| 17 lipca   | Madryt        | Hiszpania       | Santiago Bernabéu   | 53 783           | 55 000             | 98%                         | 5 546 856 $                 |  |
| 19 lipca   | Barcelona     | Hiszpania       | Camp Nou            | 71 902           | 71 902             | 100%                        | ~7 091 361 $                |  |
| 20 lipca   | Barcelona     | Hiszpania       | Camp Nou            | 71 902           | 71 902             | 100%                        | ~7 091 361 $                |  |

### Piąty etap: Ameryka Północna lato 2008
| Ameryka Północna |                     |                   |                                      |                  |                    |                             |                             |
| Data             | Miasto              | Kraj              | Obiekt                               | Publiczność      | Publiczność        | Publiczność                 | Dochód ze sprzedaży biletów |
| Data             | Miasto              | Kraj              | Obiekt                               | Bilety sprzedane | Bilety w sprzedaży | Procent sprzedanych biletów | Dochód ze sprzedaży biletów |
| 27 lipca         | East Rutherford, NJ | Stany Zjednoczone | Giants Stadium                       | 54 690           | 54 690             | 100%                        | ~4 733 979 $                |
| 28 lipca         | East Rutherford, NJ | Stany Zjednoczone | Giants Stadium                       | 54 690           | 54 690             | 100%                        | ~4 733 979 $                |
| 31 lipca         | East Rutherford, NJ | Stany Zjednoczone | Giants Stadium                       | 54 690           | 54 690             | 100%                        | ~4 733 979 $                |
| 2 sierpnia       | Foxborough, MA      | Stany Zjednoczone | Gillette Stadium                     | 48 237           | 50 000             | 96,5%                       | 4 560 337 $                 |
| 15 sierpnia      | Jacksonville, FL    | Stany Zjednoczone | Jacksonville Veterans Memorial Arena |                  |                    |                             |                             |
| 16 sierpnia      | Charleston, SC      | Stany Zjednoczone | North Charleston Coliseum            |                  |                    |                             |                             |
| 18 sierpnia      | Richmond, VA        | Stany Zjednoczone | Richmond Coliseum                    | 12 704           | 12 704             | 100%                        | 1 201 404 $                 |
| 19 sierpnia      | Hershey, PA         | Stany Zjednoczone | Hersheypark Stadium                  | 31 020           | 31 020             | 100%                        | 2 995 575 $                 |
| 21 sierpnia      | Nashville, TN       | Stany Zjednoczone | Sommet Center                        | 12 349           | 16 000             | 77,2%                       | 1 105 669 $                 |
| 23 sierpnia      | Saint Louis, MO     | Stany Zjednoczone | Scottrade Center                     |                  |                    |                             |                             |
| 24 sierpnia      | Kansas City, MO     | Stany Zjednoczone | Sprint Center                        | 15 747           | 17 004             | 93%                         | 1 185 393 $                 |
| 30 sierpnia      | Milwaukee, WI       | Stany Zjednoczone | Harleyfest                           |                  |                    |                             |                             |